# Trongisvágsfjørður
Het Trongisvágsfjørður is een fjord in het eiland Suðuroy behorende tot de Faeröer. Het fjord is ongeveer 7 kilometer lang. Er liggen vier dorpen aan het fjord: Froðba, Tvøroyri, Øravík en aan het uiteinde Trongisvágur. Aan het fjord ligt ook Krambatangi, de enige veerhaven van het eiland. Hier vertrekken meerdere keren per dag veerboten naar Tórshavn.